# مايك بارسون (سياسي)
مايك بارسون (بالإنجليزية: Mike Parson)‏ هو سياسي أمريكي عضو في الحزب الجمهوري ولد في 17 سبتمبر 1955،يشغل حالياً منصب حاكم ولاية ميزوري.